# Kindarena
Die Kindarena (auch Palais des sports de Rouen) ist eine Multifunktionsarena in der nordfranzösischen Stadt Rouen. Die 2012 eröffnete Halle wurde von Dominique Perrault entworfen. Sie verfügt über insgesamt 4.500 bis 6.000 Plätze. Es ist die Heimspielstätte des französischen Basketball-Zweitligisten Rouen Métropole Basket.
Die Arena war eine von acht Austragungsstätten der Handball-Weltmeisterschaft der Männer 2017 in Frankreich. In ihr fanden alle Spiele der deutschen Vorrundengruppe C statt.